# Bíró Anna
Bíró Anna, Karmiol Anna (Brassó, 1865. július 26. – Budapest, 1947. szeptember 2.) színésznő.

## Életútja
Karmiol Sámuel és Bíró Julianna leánya. 1880. július 1-jén Sztupa Andornál lépett színi pályára, ahol 1884-ig működött. 1889–91-ben Kolozsvárott volt szerződésben, majd Aradon szerepelt Leszkay Andrásnál. Az 1900-as évek elején a Népszínháznál játszott, majd 1907-től tagja volt a Király Színháznak. 1911-ben Pécsre került, 1916–17-ben a Népoperánál szerepelt. 1918. január 9-én nyugalomba vonult, azonban fellépett még 1921-ben a Blaha Lujza és a Scala, 1921 őszétől a Király Színházban. 1923-ban az Andrássy úti Színházban és a Blaha Lujza Színházban játszott, 1928–30-ban a Magyar, 1931-ben a Király Színház, 1933-ban a Royal Orfeum foglalkoztatta, s 1942-ben az Új Magyar Színházban láthatta a közönség.
Első férje Kulinyi Márton (Szentes, 1859. december 23. – Arad, 1888. május 19.) színész volt, gyermekeik Vincze Zsigmondné Kulinyi Mariska és Kulinyi Ferenc volt színigazgató. Unokái Vincze Márton díszlettervező és Vincze Ferenc zeneszerző. Második férje Nyárai Antal volt, akivel 1904. augusztus 11-én kötött házasságot Budapesten, a Józsefvárosban.

## Filmszerepei
- Tavaszi zápor (1932) – Bende Emma
- Rákóczi-induló (1933) – társaságbeli hölgy
- A kölcsönkért kastély (1937) – Klementin néni
- Süt a nap (1938) – falusi asszony
- Késő (1943) – társaságbeli hölgy